# دالي كولينغز
دالي كولينغز (بالإنجليزية: Dale Collings)‏ هو لاعب كرة مضرب أسترالي، ولد في 16 ديسمبر 1955 في Southport, Queensland ‏ في أستراليا.

## وصلات خارجية
- دالي كولينغز على موقع رابطة محترفي التنس (الإنجليزية)
- دالي كولينغز على موقع الاتحاد الدولي لكرة المضرب (الإنجليزية)
- دالي كولينغز على موقع خلاصة التنس.كوم (الإنجليزية)